# Los Pericos
Los Pericos é uma popular banda argentina de reggae e ska fundada em 1986. Em 2006 havia superado a marca de dois milhões e meio de discos vendidos e alcançado quase 2.000 apresentações ao vivo. Foram nomeados embaixadores do reggae pela  Jamaica.

## História

### Primeiros anos
A banda Los Pericos começa a tocar em 1986, como um grupo de amigos que se juntava para interpretar músicas que eles gostavam, no repertório havia canções de Toots & The Maytals, Bob Marley, Peter Tosh. Pouco depois de transformaram em uma promissora banda de reggae argentina.
Em 1988 lançam seu primeiro disco, Los Pericos. As vendas alcançam 180.000 cópias, convertendo-se no disco mais vendido daquele ano e outorgando-lhes o disco de platina triplo. As primeiras músicas de trabalho foram “El Ritual de la Banana”, “Jamaica Reggae” e “Nada que Perder”, essas canções escalam rapidamente o ranking de popularidade nas rádios e se convertem em verdadeiros clássicos. A música “El Ritual de la Banana” torna-se grande sucesso, fazendo com que o título do disco fosse alterado para o nome do hit. O álbum é lançado em toda a América Latina e a imprensa os define como grupo revelação de 1988. Na Argentina muitos jovens começam a conhecer e se interessar pelo cantor Bob Marley e pelo gênero musical de origem jamaicano.
Já em 1989 gravam King Kong, produzido por Herbert Vianna (Paralamas do Sucesso), um disco que inclui temas como “Fronteras en América”, “Che Nena”, “Ocho Rios”, etc. Todos são massivamente executados em rádios, programas de televisão e espaços de entretenimento. Antes de gravar este disco Ale Perico sofre um acidente automobilístico e que em estado de coma, felizmente se recupera. Depois de gravar o referido álbum Ale decide deixar a banda. Nos anos 90 começam a chegar à Argentina bandas de importante trajetória internacional, o reggae se mostrar promissor para o empresários da música devido a grande capitação de seguidores e aficionados pelo ritmo. Assim chegam a Buenos Aires as atrações UB40, Eddy Grant, Jimmy Cliff e outros. Ainda em 1989, é lançado o álbum Maxi Anfitreu.
Em 1990 Los Pericos editam seu terceiro disco de estúdio Rab A Dab Stail. Daqui para frente começariam a fazer uma grande quantidade de shows no interior da Argentina, destacando-se as duas apresentações no estádio Luna Park de Buenos Aires. Se efetivaram mais de 400 apresentações ao longo dos anos 1990, 1991 e 1992 onde mais de 500.000 pessoas participaram, cantaram e dançaram as músicas da banda, fazendo Los Pericos a banda de maior performance do momento.
Em 1993 lançam seu quarto álbum, Big Yuyo. Neste trabalho Los Pericos mostram um som com identidade própria e contundente refletido através das canções, em temas como “Me Late”, “Waitin'”, “Hace Lo Que Quieras”, etc. A repercussão em toda a América Latina é uma clara evidência da qualidade do trabalho.
Envolvidos pelos shows, turnês e festivais o grupo Los Pericos lançam em 1994 o álbum Los Maxis, onde a canção “Eu Vi Chegar” os coloca mais uma vez no topo das paradas musicais. Em meados do ano a banda se apresenta no estádio do Vélez Sársfield ante um público de 50.000 em um recital conjunto com UB40 e Paralamas do Sucesso. Ainda nesse ano a banda é convidada para participar da sexta edição do International Festival Reggae Sunsplash que é realizado anualmente na Jamaica. Ali se reúnem aos grupos mais importantes e conhecidos do gênero a nível mundial. O público que presencia é, em sua grande maioria de jamaicanos, um público especialmente exigente com as bandas estrangeiras que interpretam o ritmo. Los Pericos, sendo a primeira banda hispânica, passam pelo difícil teste e se destacam pela qualidade da apresentação ao vivo, pela espontaneidade e pela energia transmitida desde o palco.
Jornalistas de prestígio internacional especializados no gênero musical, como John Lannert (Billboards Latin Affairs) e Peggy Quattro (The Reggae Report - USA), ou conhecedores do reggae como Papa Pilgrim (Reggae Ambassador Worldwide) encontraram no grupo Los Pericos a explicação da explosão do reggae na América do Sul.
Em 1994 voltam ao International Festival Reggae Sunsplash e são escolhidos para fazer o show de encerramento do festival, o World Beat Night. Ali Rita Marley os convida aos estúdios Tuff Gong Records, onde gravava Bob Marley. Esta aproximação ao berço do reggae abre as portas de uma constante visita de bandas de reggae à Argentina entre 1993 e 1994. O grupo Los Pericos, como bons anfitriões, dividem palco com Ziggy Marley & The Melody Makers em maio de 1993. Pouco depois foi realizada a primeira edição do International Festival Reggae Sunsplash em Buenos Aires. Ali ainda apresentaram-se Pablo Moses, Gregory Isaacs, Yellowman, Judy Mowatt, entre outros. Em maio de 1994 são convidados a participar da quinta Billboard Worldwide Latin Music Conference, em Miami.

### Caminho ao sucesso
Em julho de 1994 o grupo Los Pericos retornam aos Estados Unidos para gravar as canções “Parate y Mira”, “Home Sweet Home”, “Runaway”, “Su Galn”, entre outras, que formam parte do seu quinto álbum de estúdio, Pampas Reggae (1994). Produzem o disco em dos dos estúdios mais importantes de Los Angeles, Corner Stone e Rusk Sound Studio.
Pouco depois realizam uma turnê pelos Estados Unidos, passando pelas cidades de Miami, Nova York, Los Angeles, Chicago e Boston. Com o lançamento de Pampas Reggae as turnês pela América Latina e as vendas do disco são cada vez mais ascendentes. Los Pericos se convertem na banda que mais vende disco e mais público atrai nos anos de 1993, 1994 e 1995 na Argentina, Chile e Venezuela. Durante este período realizam cerca de 200 apresentações anuais, abarcando todo o continente americano e a Espanha.
Em 1995 participam do disco Fuck You, em homenagem ao grupo Sumo, interpretando o clássico “El Ojo Blindado”. Dividem palco com artistas do porte de UB40 em Caracas (Venezuela) e no estádio do River Plate, em Buenos Aires, tocam ao lado de Steel Pulse. Outras  importante parcerias no palco são com Big Mountain (Festival Viña del Mar ’95), Pet Shop Boys (Colômbia), Black Uhuru (São Paulo e Rio de Janeiro), Pato Banton (Miami), Sonic Youth, Paul Weller Beck, Babes in Toyland, Siniestro Total (no Pop Festival Espanha). A esta altura seus discos ultrapassam a marca de um milhão de cópias vendidas em todo o mundo. Seus vídeos chegaram aos primeiros postos dos rankings da rede MTV e suas apresentações no exterior foram televisionadas pela HBO, Direct TV e outros importantes canais televisivos do continente americano.

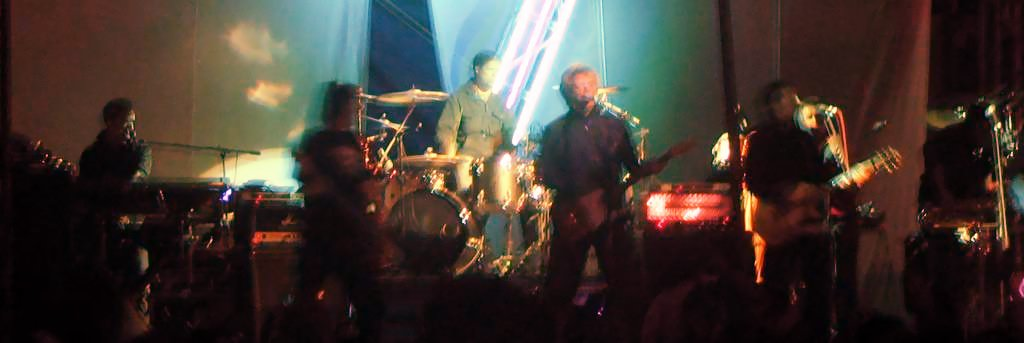
Los Pericos se apresentando no México, em 2005.

Nesse momento a banda edita seu sexto trabalho, Yerbabuena (1996), que foi lançado simultaneamente em toda a América Latina, Estados Unidos e Espanha. O vídeo de seu primeiro single, “Claiente”, ocupou o primeiro lugar do top 20 da rede de televisão MTV latina durante cinco semanas. Na Argentina alcançaram o disco de platina antes mesmo de sair à venda.
Em 8 de fevereiro de 1997 conseguem reunir mais de 100 mil pessoas em Buenos Aires, em uma atração que fazia parte do projeto Buenos Aires Vivo. No Chile as vendas de Yerbabuena superaram amplamente o disco de platina e em sua primeira apresentação em Santiago, no Estádio Nacional de Chile, são vistos por cerca de 60 mil espectadores. Similar acolhimento obtiveram na Venezuela e nos demais países da América do Sul. Na Espanha o single “Caliente” entrou diretamente entre os dez primeiros postos da rádio Los 40 Principales. O grupo passa a ser conhecido no Brasil através da música "Lourinha Bombril" dos Paralamas do Sucesso, versão brasileira para a música “Parate y Mira” do álbum Pampas Reggae. Ainda naquele ano foram convidados a participar pela segunda vez do festival de Viña del Mar onde confirmaram a popularidade da banda.
O alto nível musical e o reconhecimento internacional alcançado nos últimos anos fizeram com que o grupo fosse convidado a participar em diversos eventos de homenagem. Durante o mês de março de 1997 a banda Los Pericos juntamente com Stewart Coppeland gravaram a música “Darkness”, canção com a qual participaram do álbum tributo ao grupo The Police, um projeto de Miles Coppeland, ex-empresário do grupo inglês, encarregado na produção e seleção de músicos que participariam da homenagem. Entre os selecionados estão artistas alguns dos artistas mais destacados do gênero reggae, como Pato Banton, Aswad, Toots & The Maytals, Ziggy Marley, Chaka Demus & The Players, entre outros. Em abril do mesmo ano é editado na Argentina uma coletânea, Red Hot + Latin: Silencio = Muerte, em beneficio a luta contra o HIV. O grupo Los Pericos interpreta junto a Buju Banton o tema “I Wonna Be Loved”. No disco ainda participam David Byrne, Café Tacuba, Rubén Blades, Los Lobos, Fishbone, Los Fabulosos Cadillacs, Andrés Calamaro, La Ley, Aterciopelados e outros.
Ao longo do ano realizaram apresentações na Argentina, Brasil, Chile, Peru, Colômbia, México, Estados unidos e nas praias da Ilha Margarita (Venezuela) para mais de 150.000 pessoas. Nesse mesmo ano a banda filma no Chile o vídeo da terceira música de trabalho do disco Yerbabuena, “No Me Pares”. Dalí o grupo viaja para o Brasil para participar do Ruffles Reggae Festival nas cidades de São Paulo e Rio de Janeiro, recebendo uma alta aceitação por parte do público que superou as expectativas. Ali dividiram palco com Black Uhuru, Maxi Priest, Shaggy e Pato Banton. No final do mês de maio realizaram uma turnê na Venezuela que começou na capital Caracas e se estendeu por todo interior do país.

### Popularidade
Em 28 de dezembro de 1997, ante um público de mais de 120.000 pessoas, festejam seus dez anos de existência em um show gratuito ao ar livre, que contou com a participação e apoio do governo da cidade de Buenos Aires e a participação de músicos convidados, como Fito Paez, Zeta Bosio (Soda Stereo), Juanse (Ratones Paranoicos) e Los Auténticos Decadentes. Os distintos médios de comunicação e o público concordam que foi o melhor show ao vivo do ano.
Em 1998 iniciam uma série de apresentações pela América Central e novamente se apresentam na Ilha Margarita ante um público de 140.000 pessoas. Depois de voltar à Buenos Aires para definir com a EMI a produção do oitavo disco a banda excursiona pelo Peru e realizam quatro apresentações, três em Lima e uma em Cuzco. Em seguida se dirigiram à Caracas (Venezuela) onde se apresentaram no Festival Experiencia Roja diante da cifra recorde de 180.000 espectadores. Em meados de julho começam a gravação do próximo disco em um estúdio próprio, o Robledo Sound Machine. Novamente se dirigem à Caracas, mas desta vez em razão das festividades dos 50 anos da declaração universal dos direitos humanos, onde também estiveram Willy Colon, Rubén Blades e alguns artistas locais, evento organizado pela Anistia Internacional.  O grupo segue com o trabalho e participa do Festival de la Ceverza Arequipeña, no Peru ante um público de 80.000 pessoas. Los depois retornam à Buenos Aires, onde se apresentam no encerramento do Buenos Aires No Duerme II.
Em 27 de novembro de 1998 lançam o álbum Mystic Love e produzem o videoclipe do primeiro single do novo disco, “Sin Cadenas”. No início do ano de 1999 participam do festival Buenos Aires Vivo III para um público de 140.000 pessoas, simultaneamente gravam o videoclipe da segunda música de trabalho do novo disco, “Pupilas Lejanas”, escolhido pela edição argentina da revista Rolling Stone e pelo canal MTV como um dos 100 melhores temas de rock argentino. Participam do concerto de apoio aos docentes de universidades argentinas para melhoria das condições de trabalho, o protesto “Carpa Blanca”, na praça Dos Congresos, em Buenos Aires. Além disso tocam no Teatro de la Ribera para as gravações do documentário Botín de Guerra, realizada pelas Avós da Praça de Maio. São convidados a participar do primeiro Festival Argentino en Miami que aconteceria no Bayfront Park, enquanto isso era produzido o terceiro videoclipe de mais um single, “La Hiena”, do álbum Mystic Love. Depois se dirigem ao México para realizar três shows, o primeiro foi no Festival de Acapulco, depois foram para Guadalajara, onde tocaram no Hard Rock Live, esgotando todos os ingressos. A turnê mexicana foi finalizada na Cidade do México onde dividiram o palco com a grupo UB40 pela terceira vez. Em seguida o grupo viaja para Colômbia para participar das festividades do Dia da Juventude, convidados pelo governo de Antioquia na cidade de Medellín.

Y desperte

Ya no me equivocaba

Nace tiempo si sabia te dejaba ir

Adormecido

Abria la ventana

Con la certeza que era un dia totalmente gris

Mientras me amoldaba

Todo comenzo a girar

Este nuevo cielo trae sorpresas

Que no me esperaba

Y asi arrancaba.
Y ahi la vi

Eran pocas palabras

Que decian simplemente no volverme a ver

Senti el sudor

Y desate mi alivio

La bocanada tuvo fuerza para resolver

Como me escapaba

De esta nueva situacion

Que se volvia un vicio

Complicado y aturdido

Asi me levante

No era con lo que contaba

Un dia de suerte.

Cuando anoche me decias

Que todo siga en pie...

Solo fueron mas mentiras

[...]

Complicado y aturdido

Asi me levante

No era con lo que contaba

Un dia de suerte.

Solo fueron mas mentiras.

Mas, mas.......
— Originalmente "Mulher de Fases"
Em meados de 1999 a banda Los Pericos começam novamente uma turnê pela Venezuela, onde realizam sete shows. O primeiro em Poliedro de Caracas, depois se dirigem a Mérida onde tocam na Plaza de Toros, em San Cristóbal, Dalí vão para Puerto Ordaz (Centro Ítalo), em seguida se apresentam no Forum de Valencia e por último no Círculo Militar de Maracay. No mês de agosto estava marcada a apresentação do álbum Mystic Love no legendário Estadio Obras Sanitarias de Buenos Aires, mas por problemas legais, o estádio é fechado um dia antes do show no momento que o grupo fazia a prova de som. Com a repercussão da imprensa em todos os meios de comunicação do país acabou forçando a mudança de data e instalações para a realização do show. A apresentação de Mystic Love foi realizado em duas datas, em 31 de agosto e 1º de setembro no Teatro Ópera, conseguindo vender todas as entradas.
O próximo destino foi Assunção (Paraguai), ali o grupo se apresentou para um público de 45.000 pessoas no centro da cidade em um show em plena a luz do dia, organizado por uma rádio local. Em novembro deste ano começaram a quinta Mystic Love Tour nas cidades de Nova Jersey, Queens e Manhattan; e pela primeira vez o conjunto musical se apresenta em Montreal e Toronto (Canadá) onde são bem recebidos pela crítica especializada.
O ano 2000 se inicia e o grupo Los Pericos são convidados a participar do Festival de Reggae de Imbé no Rio Grande do Sul e no festival Planeta Atlântida (Santa Catarina), onde comparecem mais de 120.00 pessoas. Depois voltam para Buenos Aires e se apresentam no estádio do River Plate festejando a chegada do novo milênio frente a um público estimado em 75.000 espectadores. A banda continua os shows por La Paloma, Piriápolis e Maldonado, no Uruguai, sendo vistos por mais de 50.000 pessoas. Também neste ano tocam no campeonato mundial de surf que aconteceu na cidade de Mar del Plata, na Argentina.
Ainda em 2000 o grupo Los Pericos dá início aos trabalhos para a produção da coletânea 1000 Vivos, em homenagem às 1.008 apresentações que o grupo havia realizado até o momento. Finalmente em 28 de março sai à venda o disco e eles se apresentam novamente no festival Buenos Aires Vivo, mas desta vez na cidade Mar del Plata. Assim, 1000 Vivos começa a tocar em todo o país. “Nada Que Perder”, a terceira música de trabalho do disco, alcança o primeiro lugar durante seis semanas em todas as paradas musicais do país. Enquanto dão continuidade às apresentações o grupo se apresenta em um aclamado concerto junto com o ex-Soda Stereo, Gustavo Cerati, em Barrancas de Belgrano, na Capital Federal, para mais de 30.000 pessoas. Depois viajam para participarem da segunda edição do Festival Argentino em Miami, em Bay Front park, e Dalí vão para Porto Rico, onde fazem quatro apresentações em San Juan, Ponde, Aguada e Naranjito. A apresentação oficial do disco 1000 Vivos aconteceu no estádio Obras, em Buenos Aires, onde poucas vezes foi visto tamanho frenesi, com mais de 6.000 pessoas dentro e outras 2.000 escutando o show nas ruas próximas ai estabelecimento. Viajam à Caracas (Venezuela) para se apresentarem no Estadio Poliedro, depois dão um show juntamente com Manu Chao no Rock al Parque de Bogotá (Colômbia) para mais de 100.000 pessoas. A turnê continuou pela Cidade do México, onde participaram do Vive Latino, ante um público de mais de 50.000 espectadores.
Já em 2001 continuam as apresentações em todo o continente americano e são convidados para o serem a atração de encerramento da edição do Vive Latino daquele ano. Em 2002 o grupo Los Pericos se apresenta no Foro Social Mundial, em Porto Alegre e participa do Rock Festival Ñ, realizado na Cidade do México. Em dezembro deste mesmo ano chega às lojas o álbum Desde Cero, o qual conta com algumas participações especiais. Mimi Maura canta na faixa “Bolero” e Ciro Pertusi (vocalista do grupo Attaque 77) contribui na faixa “Desigual”. Neste disco ainda há uma versão para o espanhol da canção “Mulher de Fases”, originalmente cantada pela banda de rock brasileira Raimundos, que foi batizada de “Complicado y Aturdido”, sendo esta faixa o primeiro single do novo álbum.

### Saída de Bahiano
Durante o ano de 2003 o grupo Los Pericos foram encarregados de fechar a terceira noite do festival Quilmes Rock. Em quatro oportunidades encheram o estádio Luna Park e com todos os ingresso vendidos realizaram dois shows épicos no Teatro Gran Rex. Em 2004 o vocalista Bahiano (Fernando Hortal) deixou a banda. O conjunto musical argentino com dezessete anos de história volta a surpreender, desta vez eles mudam seu esquema vocal. Depois da saída voluntária de Bahiano os integrantes do banda deixa de lado a figura de um vocalista fixo, mas o nome que mais se destaca nos vocais é Juanchi Baleirón. Com ares de total renovação, estimulados pelo início de uma nova fase de mudanças e desafios o grupo Los Pericos se apresentam ao vivo com um esquema mais compacto, acentuando seu formato reggae-rock. Em abril de 2005 se apresentam para um público de 65.000 pessoas no festival Vive Latino, na Cidade do México, obtendo uma grande receptividade por parte da imprensa internacional que os honrou com boas críticas assim como os grandes públicos, que permaneceram fieis à banda.
Em 2005 o grupo lança seu décimo segundo álbum titulado 7 e editado pela Universal Music, musicalmente o trabalho procura explorar notas de pop melódico fundidas aos ritmos do reggae. A apresentação oficial do novo trabalho discográfico foi realizada em 7 de setembro, no estádio Obras, conseguindo enche-lo completamente. Com mais de 100 apresentações durante este ano, recorrendo países como México, Equador, Porto Rico, Uruguai, Estados Unidos, El Salvador, Colômbia, Bolívia, Argentina, entre outros, a banda confirma sua posição e vigência como uma das mais importantes da cena musical latino-americana. Em 2006 o grupo Los Pericos continua as turnês e divulgação do álbum 7 pela América do Norte, se apresentando em legendários palcos como o Phoenix Theatre em Toronto e BB King Theatre em Nova York. São os encarregados para o show de encerramento do Festival Argentino en Miami onde são ovacionados por 8.000 espectadores. Ainda durante este ano a banda volta ao território venezuelano para participar do Telecorazón, um evento de arrecadação de fundos para ajudar as crianças e adolescentes em situação de risco social daquele país.
Igual que aconteceu no ano anterior o grupo surpreende novamente na noite do reggae do Pepsi Music 2006, mas desta vez com um convidado de luxo, Pato Banton, recebendo as melhores críticas daquela noite. Começam o ano de 2007 com uma turnê de verão pela Argentina na qual realizam 30 apresentações nos principais centros de férias do país. Em abril voltam a excursionar pelo México apresentando-se com êxito nas cidades mais importantes do país e fechando uma das noites do festival internacional Puerta del Mar de Veracruz. Dentro dos festejos da Semana de Caracas fazem um show para 50.000 pessoas em La Carlota, Venezuela. Neste momento, cumprindo 20 anos de trajetória, a banda se encontra focada na realização de seu novo material discográfico.
Para julho de 2008, na Costa Rica, o conjunto musical Los Pericos se apresentaram em Libéria (Guanacaste) para uma das maiores festas do país, a Fiesta Espinar. Junto com o grupo também no palco principal se apresentaram os conhecidos Infected Mushroom. Em setembro lançaram seu décimo quarto disco, o segundo depois da saída de Bahiano. Já consolidados, no álbum Pura Vida (2008) retornam ao estilo reggae que tanto os caracteriza e Juanchi Baleirón se mostra cada vez melhor nos vocais e no papel de frontman do grupo. Canções como “Pianito” e “Lindo Día” se converteram em grandes sucessos.
Em 2010 lançam sua última produção discográfica até o momento, Pericos & Friends, o álbum é um coletânea dos maiores sucessos ao longo de toda a carreira do grupo e conta com participações especiais em todas as faixas, dentre os artistas convidados estão Gregory Isaacs, Guillermo Bonetto, The Wailers, Gondwana, Herbert Vianna, Cidade Negra, Toots Gibert, The Skatalites, Mykal Rose, Ali Campbel e muitos outros. O projeto deste disco, que demorou dois para ganhar vida, conta com uma alta qualidade de produção em todas as faixas, que ganharam novos arranjos. Algumas canções de Los Pericos, que possuem sonoridade mais rock (ou pop), ficaram de fora do álbum porque os integrantes queriam sons que mais se aproximassem do reggae, que mais refletissem suas origens.

## Integrantes

### Membros
Os atuais membros pertencentes a banda são:
- Juanchi - voz e guitarra
- Chapa - voz, teclado e acordeão
- Willie - guitarra
- Gastón - baixo
- Marcelo Blanco - percussão
- Topo - bateria
- Horace - saxofone

### Ex-membros
- Bahiano - voz

## Discografia
| - 1988 - El Ritual de la Banana - 1989 - King Kong - 1990 - Maxi Anfitreu - 1990 - Rab A Dab Stail - 1992 - Maxi 1992 - 1992 - Big Yuyo - 1994 - Los Maxis - 1994 - Pampas Reggae | - 1996 - Yerba Buena - 1998 - Mystic Love - 2000 - 1000 Vivos - 2002 - Desde Cero - 2005 - 7 - 2008 - Pura Vida - 2010 - Pericos & Friends |

## Colaborações
- "Me Late" - Los Acusticos de la 100 - Vários Artistas - 1995
- "El ojo Blindado" - Fuck You - Vários Artistas - 1995
- "Flaca" - Calamaro Querido 2 - Vários Artistas - 1996
- "Darkness" - Regatta Mondatta - Vários Artistas - 1997
- "Wanna be Loved" - Silencio=Muerte: Red Hot And Latin - Vários Artistas - 1997
- "Canción de Tomar el Té" - Cantamos a Maria Elena Walsh - Vários Artistas - 1997
- "Parate y Mira" - Ruffles Reggae 97 - Vários Artistas - 1997
- "Oscuridad" - Outlandos D' Americas - Vários Artistas - 1998
- "Prenderé" - Reencuentros - Vários Artistas - 2007